# Koszyce (Piła)
Koszyce (deutsch Koschütz, früher Koscicz) ist ein Stadtteil der Stadt Schneidemühl in der polnischen Woiwodschaft Großpolen.

## Geographische Lage
Die Ortschaft liegt im Netzedistrikt im ehemaligen Westpreußen, an der rechten Seite der Küddow (poln. Gwda), etwa 23 Kilometer ostsüdöstlich von Deutsch Krone (Wałcz), drei Kilometer nördlich des Stadtzentrums von Schneidemühl und zwölf Kilometer südlich von Kramske (Krępsko).

## Geschichte
Die Grenzregion des Netzedistrikts, in der das Dorf liegt, hatte ursprünglich zum Herzogtum Pommern gehört, war vorübergehend unter polnische Herrschaft gelangt und dann an die Markgrafen von Brandenburg gekommen. Im Rahmen der Ersten Teilung Polen-Litauens wurde das Dorf 1772 zusammen mit dem Landkreis Deutsch Krone mit Preußen wiedervereinigt.
Koschütz, polnisch Koszyce und Kościce, war früher ein Freigut mit einer Mühle. Der Ortsname wurzelt im altslawischen Begriff kost, für Busch.
Um 1930 hatte die Gemeinde Koschütz eine 10,6 km² große Gemarkungsfläche, und auf dem Gemeindegebiet befanden sich drei Wohnplätze, auf denen insgesamt 94 bewohnte Wohnhäuser standen:
- Gut Hammer
- Koschütz
- Schneidemühler Hammer

Besitzer des Guts mit Brennerei und Mühle war um 1895 Gustav Kröcher.
Im Jahr 1945 gehörte Koschütz zum Landkreis Deutsch Krone im Regierungsbezirk Grenzmark Posen-Westpreußen der preußischen Provinz Pommern des Deutschen Reichs. Koschütz war dem Amtsbezirk Kramske zugeordnet.
Im Februar 1945 wurde Koschütz von der Roten Armee besetzt. Nach Beendigung der Kampfhandlungen wurde die Region seitens der sowjetischen Besatzungsmacht zusammen mit ganz Hinterpommern und der südlichen Hälfte Ostpreußens – militärische Sperrgebiete ausgenommen – der Volksrepublik Polen zur Verwaltung überlassen. Es wanderten nun Polen zu. Koschütz wurde unter der polnischen Ortsbezeichnung „Koszyce“ verwaltet. Die einheimische Bevölkerung wurde von der polnischen Administration aus Koschütz vertrieben.
Nach Kriegsende wurde das Dorf von der polnischen Administration nach Schneidemühl eingemeindet.

### Demographie
| Jahr | Einwohner | Anmerkungen |
| ---- | --------- | --- |
| 1783 | –         | königliches Freigut mit einer Mahl-Wassermühle, fünf Feuerstellen (Haushaltungen), im Netzedistrikt, Kreis Krone |
| 1818 | 49        | königliches Dorf, Amt Lebehnke                                                                                   |
| 1852 | 63        | Vorwerk |
| 1864 | 70        | darunter 46 Evangelische und 23 Katholiken                                                                       |
| 1925 | 844       | darunter 545 Evangelische und 282 Katholiken                                                                     |
| 1933 | 1003      | [ 8 ] |
| 1939 | 1261      | [ 8 ] |

## Kirche
Die Protestanten der bis 1945 anwesenden Dorfbevölkerung gehörten zum evangelischen Kirchspiel Lebehnke.